# Rencontre internationale des partis communistes et ouvriers
 (janvier 2011).
Si vous disposez d'ouvrages ou d'articles de référence ou si vous connaissez des sites web de qualité traitant du thème abordé ici, merci de compléter l'article en donnant les références utiles à sa vérifiabilité et en les liant à la section « Notes et références ».
 (août 2024).
La Rencontre internationale des partis communistes et ouvriers, communément appelées Solidnet en anglais et Réseau de solidarité en français, est une rencontre des partis d'orientation communiste  tenu annuellement pour partager leurs expériences et émettre une déclaration commune. Cette rencontre fut organisée à l'origine en 1998 par le Parti communiste de Grèce (KKE).

## Organisations
Les rencontres sont organisées chaque année sous le titre de Réseau de solidarité et Réunion internationale des partis communistes et ouvriers.
Le Parti communiste de Grèce a accueilli la septième RIPCO à Athènes, du 18 au 20 novembre 2005 ; le Parti communiste portugais, la 8e à Lisbonne, du 10 au 12 novembre 2006 ; le Parti communiste de Biélorussie et le Parti communiste de la fédération de Russie conjointement la 9e à Minsk et Moscou, en novembre 2007 ; le Parti communiste du Brésil, la 10e à São Paulo, du 21 au 23 novembre 2008 et le Parti communiste d'Inde (marxiste) et le Parti communiste d'Inde conjointement la 11e à New Delhi, du 20 au 22 novembre 2009. En 2010, cet événement a eu lieu en Afrique du Sud.
En 2011, à Athènes (Grèce) et en 2012 la 14e du 22 au 25 novembre à Beyrouth au Liban avaient comme slogan : « Renforcer la lutte contre l'escalade de l'agressivité impérialiste, pour satisfaire les besoins socio-économiques des populations, pour le socialisme ».
Il y a en outre, à l'occasion, des réunions extraordinaires, telle celle de Damas, du 28 au 30 septembre 2009, sur « La solidarité avec la lutte héroïque du peuple palestinien et les autres personnes au Moyen-Orient ».
En décembre 2009, les partis communistes et ouvriers ont décidé la création de la Revue communiste internationale, qui est éditée annuellement en anglais et espagnol et dispose d'un site Web.

## Liste des partis participants
- Afrique du Sud
  - Parti communiste sud-africain
- Albanie
  - Parti communiste d'Albanie
- Algérie
  - Parti algérien pour la démocratie et le socialisme, Parti des communistes algériens
- Allemagne
  - Parti communiste allemand
- Argentine
  - Parti communiste
- Arménie
  - Parti communiste arménien
- Australie
  - Parti communiste d'Australie
- Autriche
  - Parti communiste d'Autriche
- Azerbaïdjan
  - Parti communiste de l'Azerbaïdjan (en)
- Bahreïn
  - Tendance démocratique nationale
  - Front de libération nationale (en)
  - Tribune progressiste démocratique (en)
- Bangladesh
  - Parti communiste du Bangladesh
  - Parti des travailleurs du Bangladesh
- Belgique
  - Parti communiste (Wallonie-Bruxelles)
  - Parti communiste (Flandre)
  - Parti du travail de Belgique
- Biélorussie
  - Parti communiste de Biélorussie
- Bolivie
  - Parti communiste de Bolivie (en)
- Bosnie-Herzégovine
  - Parti communiste des travailleurs de Bosnie-Herzégovine (en)
- Brésil
  - Parti communiste brésilien
  - Parti communiste du Brésil (PCdoB)
- Bulgarie
  - Parti communiste de Bulgarie
  - Parti des communistes bulgares (en)
- Canada
  - Parti communiste du Canada
    - Parti communiste du Québec (PCQ-PCC)
- Chili
  - Parti communiste du Chili
- Chine
  - Parti communiste chinois
- Colombie
  - Parti communiste colombien
  - Parti des communs
- Corée du Nord
  - Parti du travail de Corée
- Croatie
  - Parti ouvrier socialiste de Croatie
- Cuba
  - Parti communiste de Cuba
- Chypre
  - Parti progressiste des travailleurs (AKEL)
- Danemark
  - Parti communiste du Danemark
  - Parti communiste au Danemark
- République dominicaine
  - Force de la révolution
- Égypte
  - Parti communiste d'Égypte
- Équateur
  - Parti communiste de l'Équateur
- Espagne
  - Parti communiste d'Espagne
  - Parti communiste des peuples d'Espagne
  - Parti des communistes de Catalogne
  - Gauche unie
- Estonie
  - Parti communiste d'Estonie
- États-Unis
  - Parti communiste des États-Unis d'Amérique
- Finlande
  - Parti communiste de Finlande
- France
  - Parti communiste français
  - Parti communiste guadeloupéen
- Géorgie
  - Parti communiste unifié de Géorgie
- Grèce
  - Parti communiste de Grèce
- Guyana
  - Parti populaire progressiste
- Hongrie
  - Parti ouvrier hongrois
- Inde
  - Parti communiste d'Inde
  - Parti communiste d'Inde (marxiste)
- Irak
  - Parti communiste irakien
  - Parti communiste du Kurdistan irakien (en)
- Iran
  - Parti Toudeh d'Iran
- Irlande
  - Parti communiste d'Irlande
  - Parti des travailleurs d'Irlande
- Israël
  - Parti communiste d'Israël (Maki)
- Italie
  - Parti Communiste (en)
  - Parti communiste italien
  - Parti des communistes italiens
  - Parti de la refondation communiste
- Japon
  - Parti communiste japonais
- Jordanie
  - Parti communiste jordanien
- Kazakhstan
  - Parti communiste du Kazakhstan
  - Mouvement Socialiste du Kazakhstan (en)
- Kirghizistan
  - Parti des communistes du Kirghizistan
- Laos
  - Parti révolutionnaire populaire lao
- Lettonie
  - Parti socialiste de Lettonie
- Liban
  - Parti communiste libanais
- Lituanie
  - Parti socialiste de Lituanie (en)
- Luxembourg
  - Parti communiste luxembourgeois
  - La Gauche
- Macédoine
  - Parti communiste de Macédoine (en)
  - Ligue des communistes de Macédoine
- Malte
  - Parti communiste maltais
- Madagascar
  - Parti du congrès de l'indépendance de Madagascar (AKFM)
- Mexique
  - Parti socialiste populaire
  - Parti socialiste populaire du Mexique
  - Parti communiste mexicain
- Moldavie
  - Parti des communistes de la république de Moldavie
- Népal
  - Parti communiste du Népal (MLU)
- Norvège
  - Parti communiste norvégien
- Pakistan
  - Parti communiste du Pakistan
- Palestine
  - Parti communiste palestinien
  - Parti du peuple palestinien
- Panama
  - Parti du peuple de Panama
- Paraguay
  - Parti communiste paraguayen
- Pays-Bas
  - Nouveau parti communiste des Pays-Bas
- Pérou
  - Parti communiste du Pérou - Patrie rouge
  - Parti communiste péruvien
- Philippines
  - Parti communiste des Philippines-1930
- Pologne
  - Parti communiste de Pologne
- Portugal
  - Parti communiste portugais
- Roumanie
  - Parti socialiste roumain
- Royaume-Uni
  - Parti communiste britannique
  - Nouveau parti communiste britannique
- Russie
  - Parti communiste de la fédération de Russie
  - Parti communiste des ouvriers de Russie (RKRP-RPC)
- Serbie
  - Nouveau parti communiste de Yougoslavie
  - Parti des communistes de Serbie
- Slovaquie
  - Parti communiste slovaque
- Sri Lanka
  - Parti communiste du Sri Lanka
- Soudan
  - Parti communiste soudanais
- Suède
  - Parti communiste de Suède
- Syrie
  - Parti communiste syrien (Bakdash)
  - Parti communiste syrien (Fayçal)
- Tadjikistan
  - Parti communiste du Tadjikistan
- République tchèque
  - Parti communiste de Bohême et Moravie
- Turquie
  - Parti communiste de Turquie (TKP)
  - Parti du travail (EMEP)
- Ukraine
  - Parti communiste d'Ukraine
  - Union des communistes d'Ukraine
- Uruguay
  - Parti communiste d'Uruguay
- Venezuela
  - Parti communiste du Venezuela
- Viêt Nam
  - Parti communiste vietnamien

## Liste des partis non inscrits mais sympathisants
- Parti communiste martiniquais
- Parti suisse du travail